# 盛智文
盛智文，大紫荊勳賢，GBS，JP（1949年7月18日—），德國出生的中國籍猶太裔香港人，曾任香港海洋公園董事局主席，現任蘭桂坊集團主席，有「蘭桂坊之父」和「米奇老鼠殺手」之稱。盛智文於2008年起加入中華人民共和國國籍，獲批香港特區護照。

## 背景

### 生平

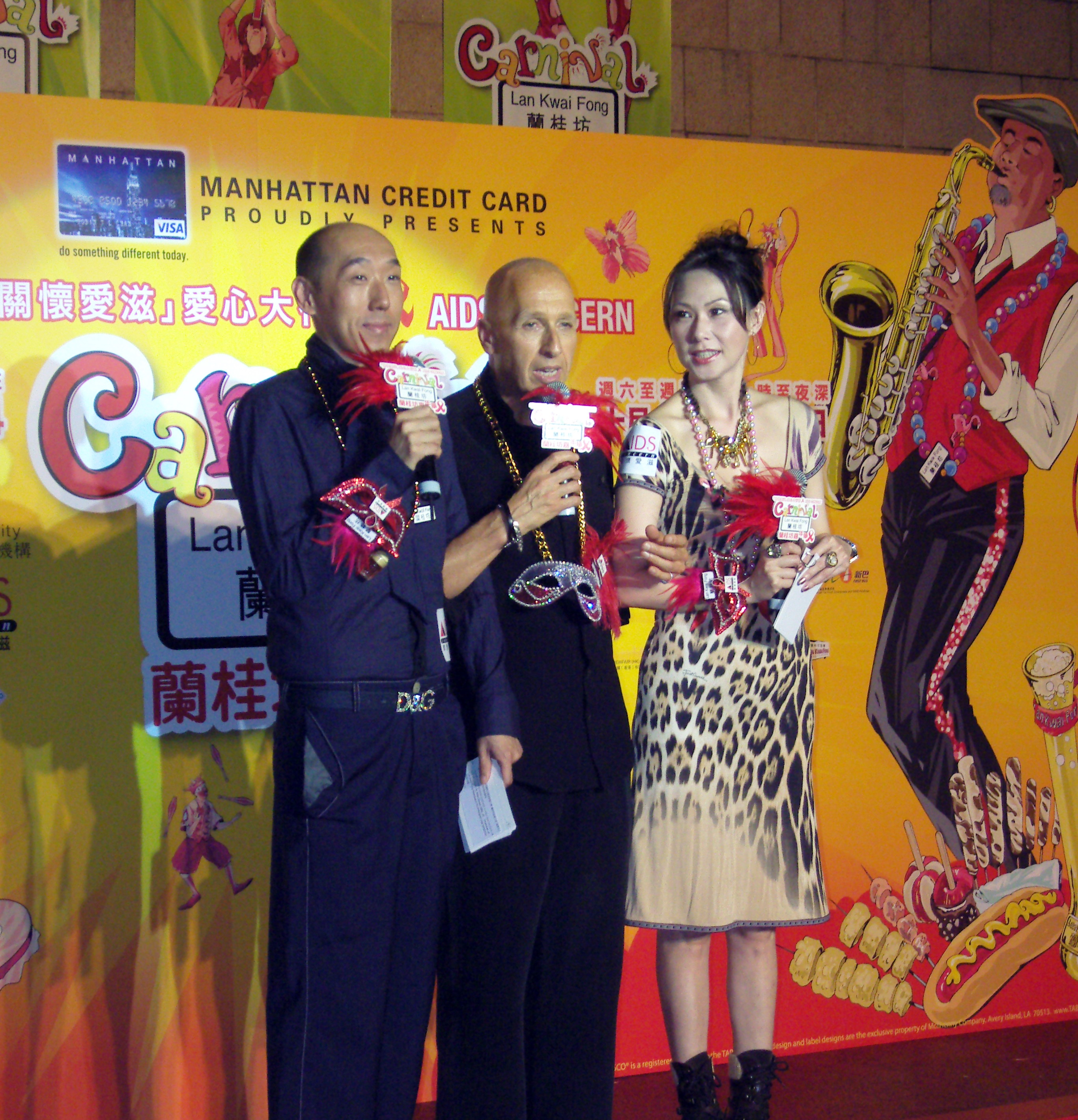
2007年的盛智文

盛智文在1949年於出生的德國，已在下1956年7歲喪父，而後隨母親遷居加拿大滿地可生活。他在1959年時的10歲就懂得賺錢，1968年於19歲加入時裝公司工作。1970年代初中期，由於工作关系盛智文從外國需要到香港，自此他愛上香港。他在電台名嘴鄭經翰訪談節目《星期日大班》說，他來香港時已經有100萬加元的財富，但是他在香港才是第一次置業，就是他在香港的第一個辦公室和住宅。
- 1983年，以34歲之齡的盛智文、感受到香港除了酒店及餐廳外及後至欠缺有特色又可以輕鬆談生意的西餐廳。盛智文得知一些美國朋友在香港卻找了很久都找不到一家酒吧，想喝酒只能去酒店內設的酒吧。盛智文於是在想，既然加拿大有蒙特利爾，美國有蘇豪，香港亦可以擁有具有特色的酒吧，於是決定在中環小街蘭桂坊開設一家餐廳，名為加利福尼亞（California）。翌年以3200萬港幣購入整幢加州大廈，並將它翻新[3]。隨著不斷發展，蘭桂坊漸漸熱鬧起來，更成為了香港重要的夜生活消閒區域。盛智文獨創的「餐廳加酒吧」文化，不止是外國遊客，就連本地市民都讚口不絕。盛智文目前擁有蘭桂坊一帶7成的業權，由於蘭桂坊由他開始發展，為他帶來「蘭桂坊集團之父」的美譽。
- 2001年，盛智文獲委任為香港太平紳士。
- 2003年，盛智文獲委任為香港海洋公園董事局主席，改革公園的公司文化及加強競爭力，海洋公園從2007年起，入場人收每年均超越香港另一主題公園迪士尼，因而獲得「米奇老鼠殺手」的稱號。
- 2004年，盛智文獲得頒授金紫荊星章[4]。同年6月8日，盛智文獲得加拿大西安大略大學頒授榮譽法學博士學位。
- 2008年，盛智文放棄加拿大國籍，加入中國國籍，並領取回鄉卡和香港特別行政區護照。
- 2009年，盛智文成為中央政策組委員會非官方委員之一。[5]
- 2009年，盛智文落戶四川成都，打造一個成都蘭桂坊，但經濟成效未如理想。[6]
- 2011年1月，盛智文被確認為新民黨顧問之一。
- 2011年7月1日，盛智文獲得頒授大紫荊勳章。[7]
- 2012年，盛智文分別獲香港城市大學[8][9]及香港科技大學[10]頒授工商管理學榮譽博士學位。同年，盛智文提名參選人唐英年參加2012年行政長官選舉。
- 2014年2月，根據土地註冊處資料顯示，盛智文以及5.53億元買入中環蘭桂坊的德己立街附近34號加樂大廈上址與毗鄰之加州大廈重建為一幢約25層高商業樓宇。
- 2014年6月，特區政府在只有一個月期限下通知盛智文先生獲不再續任時任香港海洋公園主席，由副主席孔令成接任。盛智文相信梁振英委任孔令成為新任主席，其後政府被迫使他離任，並轉為榮譽顧問至2017年。
- 2014年7月，盛智文獲委任為海洋公園大樹灣發展項目籌劃小組兼資深榮譽顧問等成員，任期3年，期間為大樹灣水上樂園項目提供意見。
- 2015年4月1日，盛智文獲委任政府成為無綫電視（TVB）出席獨立非執行董事[11]。
- 2015年9月，適逢海洋公園哈囉喂15周年，盛智文再為海洋公園擔任H15的代言人。
- 2018年2月，盛智文接替受性醜聞影響的史提芬·永利，擔任永利澳門非執行主席。[12]
- 2020年10月，獲香港公開大學頒授榮譽工商管理博士。[13]
- 2021年10月30日，報名參選2021年香港立法會選舉選舉委員會界別，最終僅以輕微差距落選。

## 名下馬匹
- 盛智文為香港賽馬會會員，名下馬匹包括幸運勇將（2007新馬短途錦標冠軍）、加州神童、幸運之寶、幸運多多。

## 部分職銜
- 蘭桂坊控股有限公司董事會主席
- 旅遊事務署旅遊業策略小組委員
- 市區重建局委員
- 香港公益金董事會董事
- 西九文化管理局董事局成員
- 香港無綫電視有限公司董事會及董事局成員（兼任獨立非執行董事）
- 民主思路榮譽顧問
- 永利度假村董事會前成員
- 永利澳門非執行主席
- 香港海洋公園前主席

## 軼事
- 盛智文雖從事娛樂場所行業，但卻滴酒不沾；他做了近40年成衣，但除了少數正式場合，從不穿襪子。[14]

## 外部連結
- （繁體中文）人物專訪: 盛智文 （页面存档备份，存于） - 《Take me Home生活区报》
- （简体中文）兰桂坊之父盛智文：百万美元“泡”出商业帝国 （页面存档备份，存于）

| 商界職務      | 商界職務                              | 商界職務      |
| ------------- | ------------------------------------- | ------------- |
| 前任： 陳南祿 | 香港海洋公園主席 2003年7月－2014年6月 | 繼任： 孔令成 |